# Manius Abbadi
Pour les articles homonymes, voir Abbadi.
Manius Abbadi est un joueur brésilien de volley-ball né le 13 avril 1976 à Porto Alegre. Il mesure 2,02 m et joue réceptionneur-attaquant. 

## Clubs
| Club                 | Pays   | De        | À         |
| -------------------- | ------ | --------- | --------- |
| Minas Belo Horizonte | Brésil | 1999-2000 | 1999-2000 |
| Ulbra São Luiz       | Brésil | 2001-2002 | 2001-2002 |
| ADC São Bernardo     | Brésil | 2002-2003 | 2002-2003 |
| Tourcoing LM         | France | 2003-2004 | 2003-2004 |
| Dynamo Kazan         | Russie | 2004-2005 | 2004-2005 |
| Gioia del Colle      | Italie | 2005-2006 | 2005-2006 |
| Piemonte Volley      | Italie | 2006-2007 | …         |

## Palmarès
- Championnat du Brésil : 2000